# Krystian
Krystian ist ein männlicher Vorname. Er ist die polnische Variante des Namens Christian.

## Bekannte Namensträger
- Krystian Bala (* 1973), polnischer Schriftsteller und Fotograf
- Krystian Bielik (* 1998), polnischer Fußballspieler
- Krystian Długopolski (* 1980), polnischer Skispringer
- Krystian Dziubiński (* 1988), polnischer Eishockeyspieler
- Krystian Legierski (* 1978), polnischer LGBT-Aktivist, Politiker und Unternehmer
- Krystian Lupa (* 1943), polnischer Theaterregisseur
- Krystian Martinek (* 1948), deutscher Drehbuchautor, Schauspieler, Theater- und Fernsehregisseur
- Krystian Sikorski (* 1961), polnischer Eishockeyspieler und -trainer
- Krystian Skoczowski (* 1968), deutscher Kirchenmusiker
- Krystian Zimerman (* 1956), polnischer Pianist

Siehe auch:
- Kristijan